# 추밀원령
추밀원령(영어: Order of Council)은 영국에서 시행하는 입법의 형태이다. 추밀원의 위원들이 추밀원법을 통과시킨다.
추밀원령은 추밀원칙령과 다르다. 추밀원칙령은 군주의 이름으로 추밀원이 선포한 입법행위이지만 추밀원령은 추밀원이 군주의 이름을 걸지 않고 스스로 선포한 입법행위이다. 모든 추밀원령의 전문은 영국의 수도 런던의 화이트홀 행정지역에서 모이는 추밀원 고문관들의 회의에 만든다.